# Pastor de Moya

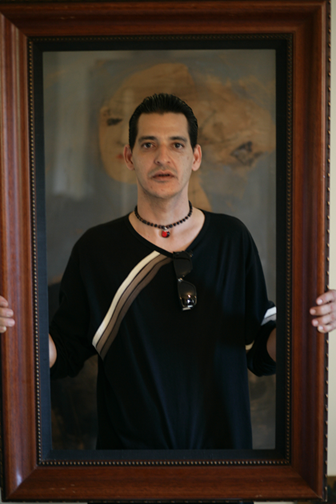
Pastor de Moya Retrato infiel.

Pastor de Moya (La Vega, 7 de febrero de 1965) es un poeta, artista visual y político dominicano.

## Biografía
Su obra ha sido galardonada con premios como el Premio Nacional de Cuentos del año 2003 con el cuento Buffet para caníbales, el Premio Internacional de Cuentos Casa de Teatro en el 1993, 1996 y 2000, el Premio al Libro Más Hermoso del año 1996 con El alfabeto de la noche, el premio especial del jurado del Festival Latinoamericano de Cine y Video de 2004 con Acrílica y sopa de hongos o el Premio Miniaturas en Portada de 2006 en la categoría arte-objeto con la obra El libro del paladar viscoso.

### Viceministro de Cultura
El 22 de marzo de 2021, mediante el decreto 186-21, el presidente de la República Dominicana Luis Abinader, designó a Pastor de Moya como viceministro de Identidad Cultural y Ciudadanía.

## Obra
LIBROS
- 1985 - El humo de los espejos (poemas). Santo Domingo: Colección Egro.
- 1995 - Alfabeto de la noche (poemas). Santo Domingo: Ediciones de Autor.
- 2002 - Jardines de la lengua (poemas). San Francisco de Macorís: Colección Ángeles de Fierro.
- 2002 - Buffet para caníbales (cuentos). San Juan de Puerto Rico: Isla Negra Editores.
- 2005 - Altares y profanaciones (ensayos dilatados). Santiago de los Caballeros: Edición de Autor.
- 2011 - La piara (poesía-relato-ensayo). San Juan de Puerto Rico: Ediciones Antrópodos.
- 2016 - Juguete de Hielo (poemas). Santo Domingo: Ediciones Cielonaranja.
- 2024 - La escritura del ojo ( Artes ). Santo Domingo. Ediciones Píe Izquierdo

ARTES VISUALES
-La gran dama. Escultura/instación 2007
-
-La bandida.Escultura/instalación 2007